# Портрет Якоба де Гейна III
«Портрет Якоба де Гейна III» — картина Рембрандта, написанная в 1632 году. Упомянута в Книге Рекордов Гиннесса как наиболее часто похищаемое произведение и имеет прозвание «Рембрандт на вынос». Также упоминается под названием «Портрет Якоба III де Гейна».

## Заказчик
Заказчик Якоб де Гейн Третий (ок. 1596—1641) был художником и третьим в роду, носившим это имя. Его дед был миниатюристом и живописцем по стеклу, а отец рисовальщиком и гравёром Якобом де Гейном Вторым. Благодаря богатому наследству он не утруждал себя работой.
После путешествия в Лондон в 1618 году в компании с Константином Хёйгенсом и в Швецию в 1620 году Якоб де Гейн III обосновался в Утрехте, где и прожил до самой смерти. Он покровительствовал Рембрандту, в частности, приобрёл у него картину «Учёный спор». Модель идентифицируется по надписи на обороте. Константин Хёйгенс в стихотворных строчках, посвящённых портрету, едко критиковал не очень явное портретное сходство.

## Парное изображение
К этой картине имеется парное изображение — «Портрет Морица Хёйгенса» (ныне в Гамбурге), брата упомянутого выше Константина.
Де Гейн и его друг Мориц Хёйгенс, служивший секретарем Госсовета, заказали Рембрандту два своих портрета, вероятно в Гааге, попросив написать их в одном формате. Рембрандт выполнил заказ, использовав в качестве основы для картин одну доску. Друзья на портретах одеты в похожую одежду и обращены лицом друг к другу. Они договорились, что тот из них, кто умрёт позже, унаследует картину умершего ранее, чтобы не расставаться и в смерти (об этом говорит надпись на обороте). Так и произошло, когда де Гейн скончался первым в 1641 году.
Рембрандт использовал остаток доски для написания третьей картины — своего автопортрета (1632 год, галерея Монте-Карло). 
Все три работы воссоединились вновь на выставке в  Далиджской картинной галерее в 2006 году.

## Кражи
Эта картина — одна из самых маленьких по размеру работ художника, с чем и связаны многочисленные попытки её воровства. Портрет носит прозвище «Рембрандт на вынос» (Takeaway Rembrandt), так как с 1966 года её крали четыре раза — это рекорд для живописного полотна.
1. Обнаружена на скамье кладбища в Стретеме, Англия.
2. Найдена на багажнике велосипеда.
3. С 14 августа по 3 сентября 1981 года. Возвращена, когда полиция задержала такси с четырьмя мужчинами, имевшими её при себе.
4. С 1983 по 1986 год. Вор спустился с потолка, разбив стеклянную крышу. Возвращена через три года, в камере хранения железнодорожной станции гарнизона британской армии в Мюнстере, Германия.

Каждый раз картина возвращалась анонимно и никто не был обвинён или осуждён за её исчезновение.